# Tehuacana, Texas
Tehuacana là một thị trấn thuộc quận Limestone, tiểu bang Texas, Hoa Kỳ. Năm 2010, dân số của thị trấn này là 283 người.

## Dân số
- Dân số năm 2000: 307 người.
- Dân số năm 2010: 283 người.